# Braunschweiger Domsingschule
Die Braunschweiger Domsingschule ist eine Einrichtung in der Trägerschaft der Stiftung Ev.-luth. Domkirche St. Blasii zu Braunschweig zu Braunschweig.
Die Domsingschule wurde 1976 von Kirchenmusikdirektor Helmut Kruse, damals Domkantor am Braunschweiger Dom, gegründet. Sie zählt heute zu den größten Einrichtungen für evangelische Kirchenmusik in Deutschland.
2008 musizierten in der Domsingschule 550 Kinder und 250 Erwachsene in 23 Chorgruppen, einem Blechbläserensemble und dem Dom-Sinfonie-Orchester.
Die Arbeit der Domsingschule wird von einem Förderverein (Gesellschaft zur Förderung kirchenmusikalischer Arbeit am Braunschweiger Dom e.V.) unterstützt und ermöglicht, dessen Geld- und Sachspenden in die praktische Arbeit einfließen. Gefördert oder bezahlt werden z. B. Konzertreisen, Instrumente, Chorgewänder, Bühnenbilder und Bühnentechnik.

## Gruppenstruktur
Die Gruppen der Domsingschule werden geleitet von Domkantorin Elke Lindemann, Domorganist Witold Dulski und Kantor Robin Hlinka. Die hauptamtlichen Dommusiker werden in der Verantwortung für die Gruppen von zahlreichen engagierten Musikerinnen und Musikern unterstützt. Im Gegensatz zu vielen anderen Musikschulen, müssen Eintretende in der Braunschweiger Domsingschule i. d. R. keine Aufnahmeprüfung bestehen.
Kinderkantoreien: Kinder, die im Folgejahr eingeschult werden, beginnen in der Kinderkantorei I ein musikalisches Früherziehungsprogramm mit sängerischem Schwerpunkt. Im ersten Schuljahr wechseln die Kinder in die Kinderkantorei II.
Mädchen- und Jungenkantoreien: Von der 2. bis zur 4. Schulklasse werden Mädchen und Jungen in die Mädchen- und Jungenkantorei I-III aufgeteilt. Sie führen gemeinsam, neben der Begleitung von Gottesdiensten, auch jährlich das Krippenspiel und ein Musical auf.
Kurrende: mit Beginn der weiterführenden Schule singen Jungen und Mädchen wieder zusammen in einem Chor.
Jugendkantorei: Jugendliche ab der 9. Schulklasse singen in der sängerisch fortgeschrittenen Jugendkantorei. Neben der Gottesdienstbegleitung gehören Konzerte mit dem Domsinfonieorchester oder Profimusikern des Staatstheater Braunschweig sowie eine zehntägige Konzertreise ins europäische Ausland zum jährlichen Programm. 2024 hat die Jugendkantorei 110 Mitglieder.
Domchor: für Sängerinnen und Sänger im Erwachsenenalter gibt es den Braunschweiger Domchor, der zurzeit 140 Mitglieder hat.
Zur Braunschweiger Domsingschule gehören außerdem das Vokalensemble, das Dom-Sinfonie-Orchester und das Blechbläserensemble.